# Wikipédia en tamoul
Wikipédia en tamoul (en tamoul : தமிழ் விக்கிப்பீடியா) est l’édition de Wikipédia en tamoul, langue dravidienne parlée principalement en Inde et au Sri Lanka. L'édition est lancée en septembre 2003. Son code est : ta.
Au 20 mars 2025, l'édition en tamoul contient 172 656 articles et compte 242 077 contributeurs, dont 317 contributeurs actifs et 32 administrateurs.

## Présentation

Aire de diffusion du tamoul au sein des langues dravidiennes.
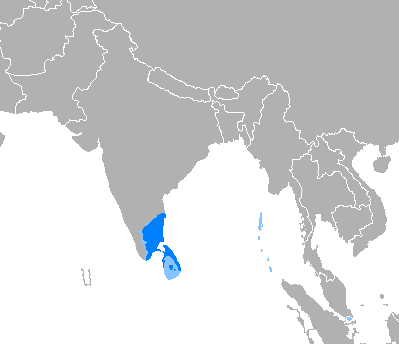
Aire de diffusion du tamoul.

## Statistiques
- En septembre 2009, l'édition en tamoul compte quelque 19 200 articles et 11 000 utilisateurs enregistrés.
- Le 4 novembre 2022, elle contient 149 636 articles et compte 210 822 contributeurs, dont 319 contributeurs actifs et 31 administrateurs.
- Le 20 août 2024, elle contient 167 118 articles et compte 235 590 contributeurs, dont 276 contributeurs actifs et 32 administrateurs.